# 標準英語訳聖書
『標準英語訳聖書』（ひょうじゅんえいごやくせいしょ、英語: English Standard Version、略称：ESV）は、2001年にアメリカ合衆国で出版された英語訳聖書である。この訳は『改訂標準訳聖書』（RSV, 1952年）を改訂したもので、おおむね逐語訳を基本にしている。日本語では書名を『英語標準訳聖書』とも訳す。Crossway.org (グッド・ニュース・パブリッシャーズ) で200種類以上の様々な版が出版されている。他に無料で携帯端末用アプリやウェブ・サイト上で利用できる。
初版以来、2007年、2011年、2016年に小改訂を重ねてきた。2016年以降は一切改訂しない旨発表したが、撤回した。
日本聖書協会の日英対照聖書は『新共同訳聖書』と、以前は『グッドニューズバイブル』を組み合わせていたが、最近はこの『標準英語訳聖書』(ESV) を組み合わせている。
未信徒、ホテル、病院などへ聖書を無料贈呈する国際ギデオン協会は、2014年までは英語地域へ『新ジェームズ王聖書』を配ってきたが、その後はこの『標準英語訳聖書』(ESV) をおもに配布している。

## 参照項目
- 英語訳聖書